# Friedenswege
Friedenswege (ital. Le vie della pace) bezeichnet eine Reihe wieder instandgesetzter Frontwege aus dem Ersten Weltkrieg zwischen Ortler und Isonzo. Dieses weitgespannte Wegenetz aus ehemaligen Versorgungs- und Patrouillensteigen, angelegt im Gebirgskrieg 1915–1918, und einige besonders markante Höhenstellungen auf dem Monte Piano und im Bereich des Plöckenpasses wurden von den Dolomitenfreunden und freiwilligen Mitarbeitern aus mehr als 20 Nationen wieder begehbar gemacht, damit sie als „Wege, die einst Fronten trennten, … heute verbinden.“ Initiator und langjähriger Promotor war Walther Schaumann, der gemeinsam mit seiner Frau Gabriele auch zahlreiche Bücher, Bildbände und Tourenführer, darüber verfasst hat.